# Relicina subnigra
Relicina subnigra är en lavart som beskrevs av Elix & J. Johnst. Relicina subnigra ingår i släktet Relicina och familjen Parmeliaceae.   Inga underarter finns listade i Catalogue of Life.